# Stefan Müller-Ruppert

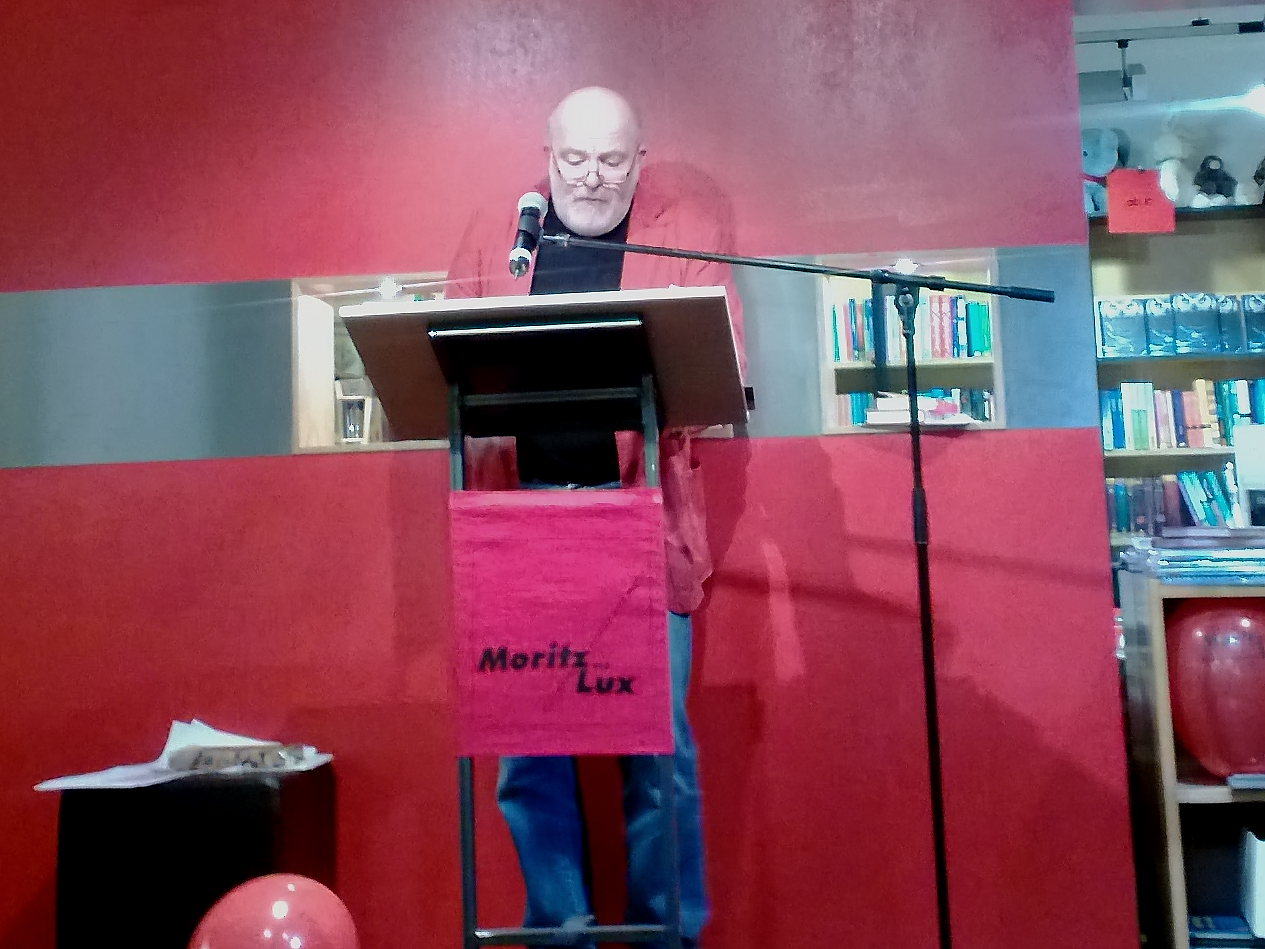
Stefan Müller-Ruppert bei einer Lesung anlässlich des 30-jährigen Jubiläums der Buchhandlung Moritz und Lux in Bad Mergentheim, 2013.

Stefan Müller-Ruppert (* 1955) ist ein deutscher Synchronsprecher, Sänger und Schauspieler.

## Sprechrollen (Auswahl)

### Filme
- 2006: Für Cástulo Guerra in Die Prophezeiungen von Celestine, Rolle: Vater Jose
- 2007: Für James Gammon in The Final Season – Daran wirst du dich immer erinnern, Rolle: Jared Akers
- 2009: Für David Fine in Sensored, Rolle: Agent Jefferies
- 2009: Für David McIntyre in Haunting of Winchester House, Rolle: Officer Cooper
- 2010: Für Barry Williams in Mega Piranha, Rolle: Minister Bob Grady
- 2010: Für Jonathan Nation in Airline Disaster – Terroranschlag an Bord, Rolle: Glenn Russell
- 2010: Für Jonathan Nation in 6 Guns, Rolle: Henry
- 2010: Für Isiah Whitlock Jr. in Main Street, Rolle: Bürgermeister
- 2010: Für Richard T. Jones in In the Crossfire, Rolle: Captain Emmett
- 2011: Für Robert R. Shafer in Mega Python vs. Gatoroid, Rolle: Zeke
- 2013: Für Everett Sloane in Am Fuß der blauen Berge, Rolle: Judge Thomas Wilkens

### Videospiele (Auswahl)
- 2001: Empire Earth als Erzähler
- 2001: Halo: Kampf um die Zukunft für Tim Dadabo und Pete Stacker als 343 Guilty Spark und Captain Jacob Keyes
- 2002: Warcraft III: Reign of Chaos für Michael McConnohie als Uther Lightbringer und Totenbeschwörer
- 2004: Halo 2 für Kevin Michael Richardson und Tim Dadabo als Chief Tartarus und 343 Guilty Spark
- 2006: Phoenix Wright: Ace Attorney als Phoenix Wright
- 2006: Die Legende von Spyro: Der Neubeginn für Kevin Michael Richardson als Terrador
- 2006: Gears of War für John DiMaggio als Marcus Fenix
- 2007: Halo 3 für Tim Dadabo als 343 Guilty Spark
- 2007: Die Legende von Spyro: Die Ewige Nacht für Kevin Michael Richardson als Terrador
- 2007: Phoenix Wright: Ace Attorney – Justice for All als Phoenix Wright
- 2007: Mass Effect für Steven Barr als Urdnot Wrex
- 2007: Anno 1701: Der Fluch des Drachen als Horatio und Feuerwachmann
- 2008: Die Legende von Spyro: Der Aufgang des Drachen für Kevin Michael Richardson als Terrador
- 2008: Gears of War 2 für John DiMaggio als Marcus Fenix
- 2008: Apollo Justice: Ace Attorney als Phoenix Wright
- 2008: Phoenix Wright: Ace Attorney – Trials and Tribulations als Phoenix Wright
- 2009: Anno 1404 als Kardinal Lucius
- 2009: Fallout 3: Broken Steel für Jeff Baker als Paladin Tristan
- 2010: StarCraft II: Wings of Liberty für Fred Tatasciore als Rory Swann
- 2010: Arcania als Lorn
- 2011: Skylanders: Spyro's Adventure für Kevin Michael Richardson als Stump Smash
- 2011: Gears of War 3 für John DiMaggio als Marcus Fenix
- 2012: Skylanders: Giants für Kevin Michael Richardson als Stump Smash und Tree Rex
- 2012: Diablo III für Simon Templeman als Haedrig Eamon (Schmied)
- 2013: Gears of War: Judgement für John DiMaggio als Marcus Fenix
- 2015: Tom Clancy’s Rainbow Six Siege als Tachanka
- 2015: Anno 2205 als John Rafferty (Werftleiter)
- 2016: Notfall am Nordpol / Trouble in Christmas Town (Android und iOS) als Erzähler
- 2020: Warcraft III: Reforged für Michael McConnohie als Uther
- 2020: Demon Souls als Boldwin
- 2020: Desperados 3 als Long Coats
- 2020: World of Warcraft: Shadowlands für Michael McConnohie als Uther
- 2022: ELEX 2 als Gardok